# ハンス・バイムラー (ミサイルコルベット)
ハンス・バイムラー(ドイツ語:Hans Beimlerハンス・バイムラー)は、ドイツ連邦共和国およびアメリカ合衆国のミサイルコルベット(Flugkörperkorvetten)である。ソ連で建造された1241型大型ミサイル艇の1 隻である。艇名は、ドイツ共産党の政治将校ハンス・バイムラーを記念したもの。彼は、ナチス・ドイツのダッハウ強制収容所から脱出し、その後スペイン内戦に参加して死亡したことで知られる、ドイツにおける共産主義の英雄である。

## 概要
ドイツ民主共和国(東ドイツ)では、1980年代にそれまでの205型大型ミサイル艇を置き換える目的で1241RÄ型対艦ミサイルコルベット(Flugkörperkorvetten der Projekt 1241 RÄ)の導入を実施した。ハンス・バイムラーは、その最終艇となる5番艇としてロシア共和国ルィービンスクのヴィーンペル設計局(現在のNPO「ヴィーンペル」)で建造された。1986年10月28日に竣工し、人民海軍に納入された。艇番号は、当初は775を与えられ、1987年に575に改められた。
1990年10月3日に東西ドイツが再統一されると、ハンス・バイムラーは他の同型艇3 隻とともに海軍を除籍された。しかし、その後も解体されず、ドイツ国内での保存が検討された。その結果、ペーネミュンデのペーネミュンデ軍事試験所(Heeresversuchsanstalt Peenemünde)で保存・展示されている。